# يحيى بن يحيى الغساني
يحيى بن يحيى الغساني هو أبو عثمان يحيى بن يحيى بن قيس بن حارثة بن عمرو بن زيد بن عبد مناة بن الخشخاش بن بكر بن وائل بن عوف بن عمرو بن عامر. قاضي وسيد أهل دمشق، ومن رواة الحديث النبوي. استعمله عمر بن عبد العزيز على قضاء الموصل.

## علمه
روى الحديث عن: سعيد بن المسيب، وعروة بن الزبير، وقيس بن الحارث الكندي، ومحمود بن أسيد الأنصاري، ومكحول الشامي، وأبي إدريس الخولاني، وأبي بكر بن محمد بن حزم، وعمرة بنت عبد الرحمن. روى عنه: حصين بن جعفر الفزاري، وخالد بن دهقان، وسفيان بن عيينة، وصدقة بن عبد الله السمين، وعبد الله بن عون، وعبد الرحمن بن يزيد بن جابر، ومحمد بن إسحاق بن يسار، ومحمد بن راشد المكحولي، وابنه هشام بن يحيى بن يحيى الغساني، وأبو بكر بن عبد الله بن أبي مريم الغساني.

## الجرح والتعديل
ذكره أبو زرعة الدمشقي، وخليفة بن خياط في الطبقة الثالثة، وكذلك ذكره محمد بن سعد في الكبير، وذكره أبو الحسن بن سميع في الطبقة الرابعة، وذكره محمد بن سعد في الصغير في الطبقة الخامسة.
- قال ابن سعد: «كان عالما بالفتيا، والقضاء، وله أحاديث».
- قال إسحاق بن منصور عن يحيى بن معين: «ثقة».
- قال المفضل بن غسان الغلابي: «كان ثقة، وكان شاميا وهو من الفقهاء الذين صحبوا ابن هشام بن عبد الملك حين ولاه أبوه المدينة، وكان أبوه شريفا، وكان على شرطة مروان بن الحكم».
- قال يعقوب بن سفيان الفارسي: «ثقة».
- قال أبو القاسم الطبراني: «كان من الثقات».
- قال ابن حبان: «يحيى بن يحيى الغساني كندي من فقهاء أهل الشام وقرائهم».
- قال أبو زرعة الدمشقي عن أبي مسهر: «سمعت كامل بْن سلمة بْن رجاء بْن حيوة قال: قال هشام بْن عَبْد الملك: من سيد أهل فلسطين قالوا: رجاء بْن حيوة قال: فمن سيد أهل الأردن؟ قالوا عبادة بْن نسي. قال: فمن سيد أهل دمشق؟ قالوا: يحيى بْن يحيى الغساني، قال: فمن سيد أهل حمص؟ قالوا: عمرو بْن قيس الكندي، قال: فمن سيد أهل الجزيرة؟ قالوا: عدي بْن عدي الكندي، قال: يال كندة».

## وفاته
مات سنة 132 هـ.